# Стариця (Свічинський район)
Стари́ця (рос. Старица) — село у складі Свічинського району Кіровської області, Росія. Входить до складу Свічинського сільського поселення.
Населення становить 44 особи (2010, 166 у 2002).
Національний склад станом на 2002 рік — росіяни 97 %.